# Johan Lædre Bjørdal
Johan Lædre Bjørdal, né le 5 mai 1986 à Egersund en Norvège, est un footballeur international norvégien qui évolue au poste de défenseur central.

## Biographie

### Les débuts
Natif d'Egersund, Johan Bjørdal commence le football en 2003 au Egersunds IK (en), le club de sa ville natale.
Pour la saison 2004, Bjørdal signe au Viking FK en Tippeligaen (D1). Il fait ses débuts le 20 mai 2004, lors de la 7e journée de Tippeligaen contre le Sogndal. Il entre à la 89e minute à la place de Kristian Sørli (victoire 2-0). Il joue un seul match lors de sa première saison. 
La saison suivante, il est prêté au FK Tønsberg jusqu'à la fin de la saison 2005, où il joue huit matchs en Adeccoligaen (D2). Il fait ses débuts comme titulaire le 19 juin 2005, lors de la 12e journée d'Adeccoligaen contre le Sogndal (victoire 4-1).
Lors de sa dernière saison au Viking, il ne joue aucun de match en championnat mais joue un match comptant pour la Coupe de Norvège 2006.

### FK Bodø/Glimt
En 2007, Bjørdal rejoint le FK Bodø/Glimt en Adeccoligaen. Il fait ses débuts comme titulaire le 9 avril 2007, lors de la 1re journée d'Adeccoligaen contre le Hønefoss BK (0-0). Le 7 octobre, il marque son premier but en deuxième division norvégienne contre le Raufoss IL (défaite 3-1). 
Il joue 26 matchs en Adeccoligaen et ensuite Bodø/Glimt se voit promu en Tippeligaen en 2007. Il fait ses débuts comme titulaire en Tippeligaen avec Bodø/Glimt, le 24 août 2008, lors de la 18e journée de Tippeligaen contre le Molde FK (victoire 2-1). Il joue six matchs cette saison là.
Lors de sa deuxième saison en première division, il joue 13 matchs. Le 30 août 2009, il marque son premier but en Tippeligaen contre l'Aalesunds FK (1-1). À la fin de la saison son club se voit relégué en deuxième division. Lors de sa dernière saison à Bodø/Glimt, il joue régulièrement en Adeccoligaen lors de l'année 2010, mais l'objectif de la remontée est raté.

### Retour au Viking FK
Le 8 février 2011, Bjørdal annonce officiellement son retour au Viking FK. Il fait ses débuts comme titulaire en Tippeligaen, le 19 mars 2011, lors de la 1re journée de Tippeligaen contre le Vålerenga (défaite 2-0). Durant la saison 2011, il est nommé capitaine de l'équipe. Il devient peu à peu l'un des éléments-clés du dispositif du Viking. 
Lors de la saison 2012, il reçoit le prix de meilleur joueur du Viking (saison 2012). Il prend part à 81 matchs de championnat et 7 matchs de coupe portant son total à 88 matchs disputés de 2011 à 2013.

### AGF Aarhus
Le 20 novembre 2013, il est transféré au club danois de l'AGF Aarhus, pour un transfert gratuit. Le joueur rejoint sa nouvelle équipe le 1er janvier 2014 et y signe un contrat de deux ans et demi. Bjørdal choisit le maillot numéro 3. 
Il fait ses débuts comme titulaire le 23 février 2014, lors de la 19e journée de Superligaen (D1) contre le FC Copenhague (1-1). Il assiste toutefois à la descente du club en deuxième division à l'issue de la saison 2013-2014.
C'est donc en deuxième division danoise qu'il évolue lors de la saison 2014-2015. Il y marque son premier but pour l'AGF, le 7 mai 2015, lors d'une rencontre de championnat face au FC Roskilde. Il ouvre le score de la tête et son équipe s'impose par deux buts à zéro ce jour-là.

### Vålerenga Fotball
Le 9 février 2019, il s'engage en faveur du Vålerenga.
Le 15 janvier 2021, Johan Lædre Bjørdal résilie son contrat avec Vålerenga, qui le liait au club pour encore six mois.

### Équipe nationale
Johan Bjørdal débute en espoirs le 2 mai 2007 contre la Turquie espoirs (victoire 1-0). Le 16 octobre, il marque son seul et unique but en espoirs contre la Macédoine espoirs (1-1). Il compte sept sélections et un but en espoirs.
Johan Bjørdal est convoqué pour la première fois par le sélectionneur national Egil Olsen pour un match des éliminatoires de la Coupe du monde 2014 face à Chypre le 6 septembre 2013 (victoire 2-0). 
Il compte trois sélections et aucun but avec l'équipe de Norvège depuis 2013,.

## Statistiques
| Saison                | Club                  | Championnat           | Championnat | Championnat | Coupe(s) nationale(s) | Coupe(s) nationale(s) | Compétition(s) continentale(s) | Compétition(s) continentale(s) | Compétition(s) continentale(s) | Norvège | Norvège | Total | Total |
| Saison                | Club                  | Division              | M.          | B.          | M.                    | B.                    | Comp.                          | M.                             | B.                             | M.      | B.      | M.    | B.    |
| 2003                  | Egersunds IK (en)     | 3. Divisjon           | 27          | 1           | -                     | -                     | -                              | -                              | -                              | -       | -       | 27    | 1     |
| 2004                  | Viking FK             | Tippeligaen           | 1           | 0           | -                     | -                     | -                              | -                              | -                              | -       | -       | 1     | 0     |
| 2005                  | Viking FK             | Tippeligaen           | -           | -           | 1                     | 0                     | -                              | -                              | -                              | -       | -       | 1     | 0     |
| 2005                  | FK Tønsberg           | Adeccoligaen          | 8           | 0           | -                     | -                     | -                              | -                              | -                              | -       | -       | 8     | 0     |
| 2006                  | Viking FK             | Tippeligaen           | -           | -           | 1                     | 0                     | -                              | -                              | -                              | -       | -       | 1     | 0     |
| 2007                  | FK Bodø/Glimt         | Adeccoligaen          | 26          | 1           | 2                     | 0                     | -                              | -                              | -                              | -       | -       | 28    | 1     |
| 2008                  | FK Bodø/Glimt         | Tippeligaen           | 6           | 0           | 1                     | 0                     | -                              | -                              | -                              | -       | -       | 7     | 0     |
| 2009                  | FK Bodø/Glimt         | Tippeligaen           | 13          | 1           | -                     | -                     | -                              | -                              | -                              | -       | -       | 13    | 1     |
| 2010                  | FK Bodø/Glimt         | Adeccoligaen          | 28          | 0           | 2                     | 0                     | -                              | -                              | -                              | -       | -       | 30    | 0     |
| 2011                  | Viking FK             | Tippeligaen           | 30          | 1           | 5                     | 0                     | -                              | -                              | -                              | -       | -       | 35    | 1     |
| 2012                  | Viking FK             | Tippeligaen           | 21          | 1           | -                     | -                     | -                              | -                              | -                              | -       | -       | 21    | 1     |
| 2013                  | Viking FK             | Tippeligaen           | 30          | 2           | 2                     | 2                     | -                              | -                              | -                              | 3       | 0       | 35    | 4     |
| 2013 - 2014           | AGF Århus             | Superligaen           | 2           | 0           | 1                     | 0                     | -                              | -                              | -                              | -       | -       | 3     | 0     |
| Total sur la carrière | Total sur la carrière | Total sur la carrière | 192         | 7           | 15                    | 2                     | -                              | -                              | -                              | 3       | 0       | 210   | 9     |

## Palmarès
- Championnat de Norvège : 2015 et 2016